# Adolf Bayer

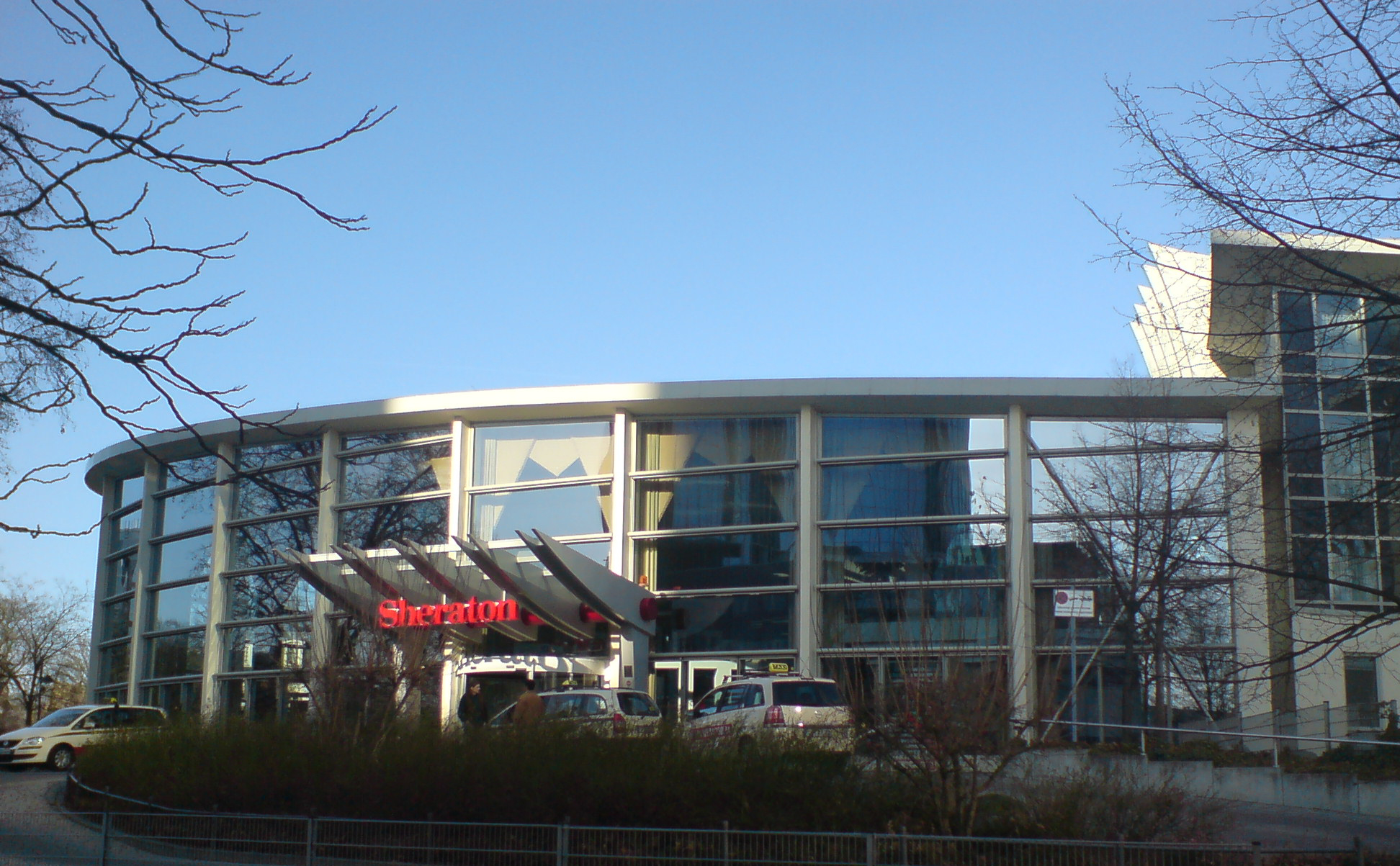
Das ehemalige Parkbad in der Offenbacher Innenstadt

Adolf Bayer (* 22. November 1909 in Würzburg; † 9. Juni 1999 in Karlsruhe) war ein deutscher Architekt und Hochschullehrer. 

## Leben

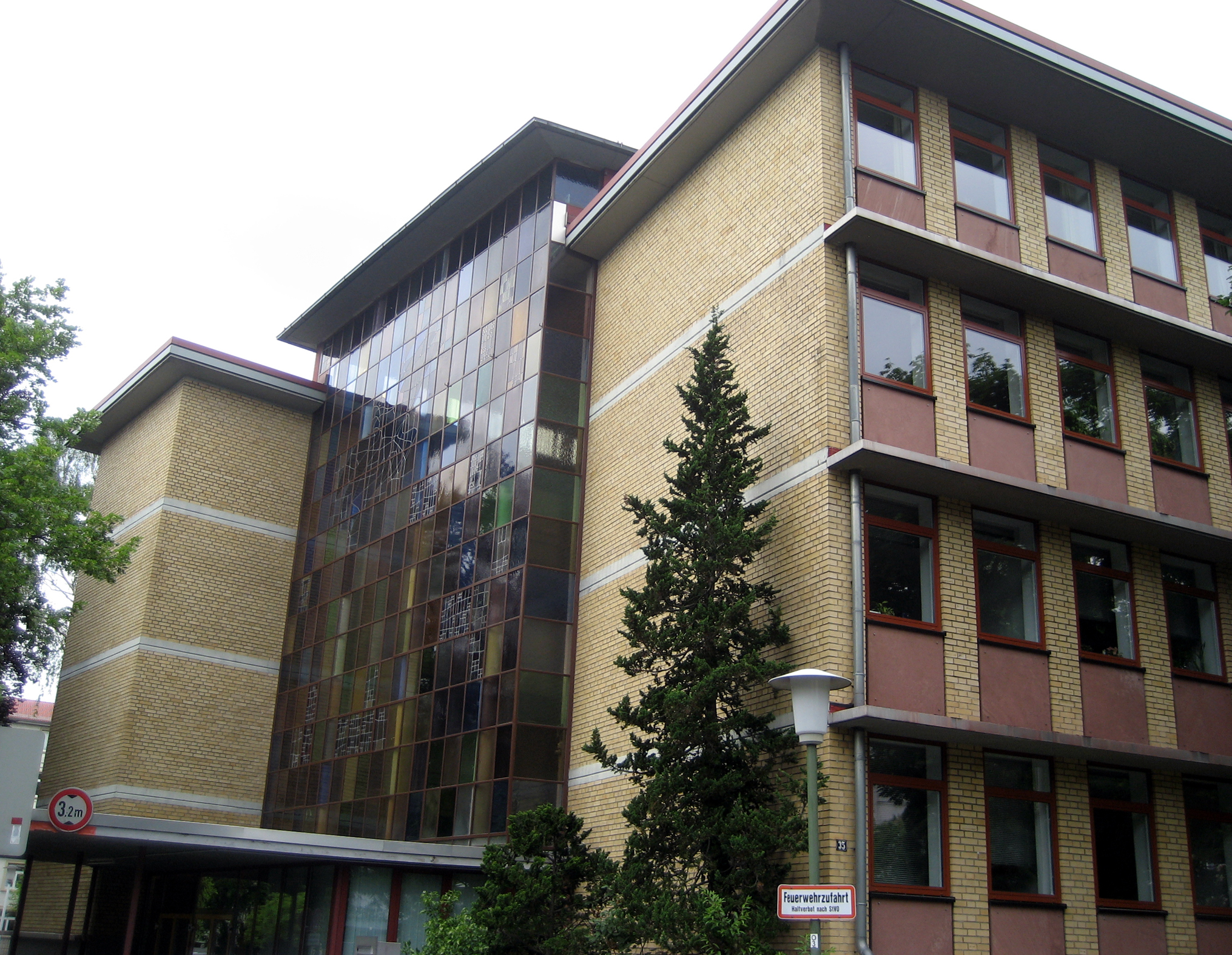
Bundesmonopolverwaltung für Branntwein in Offenbach

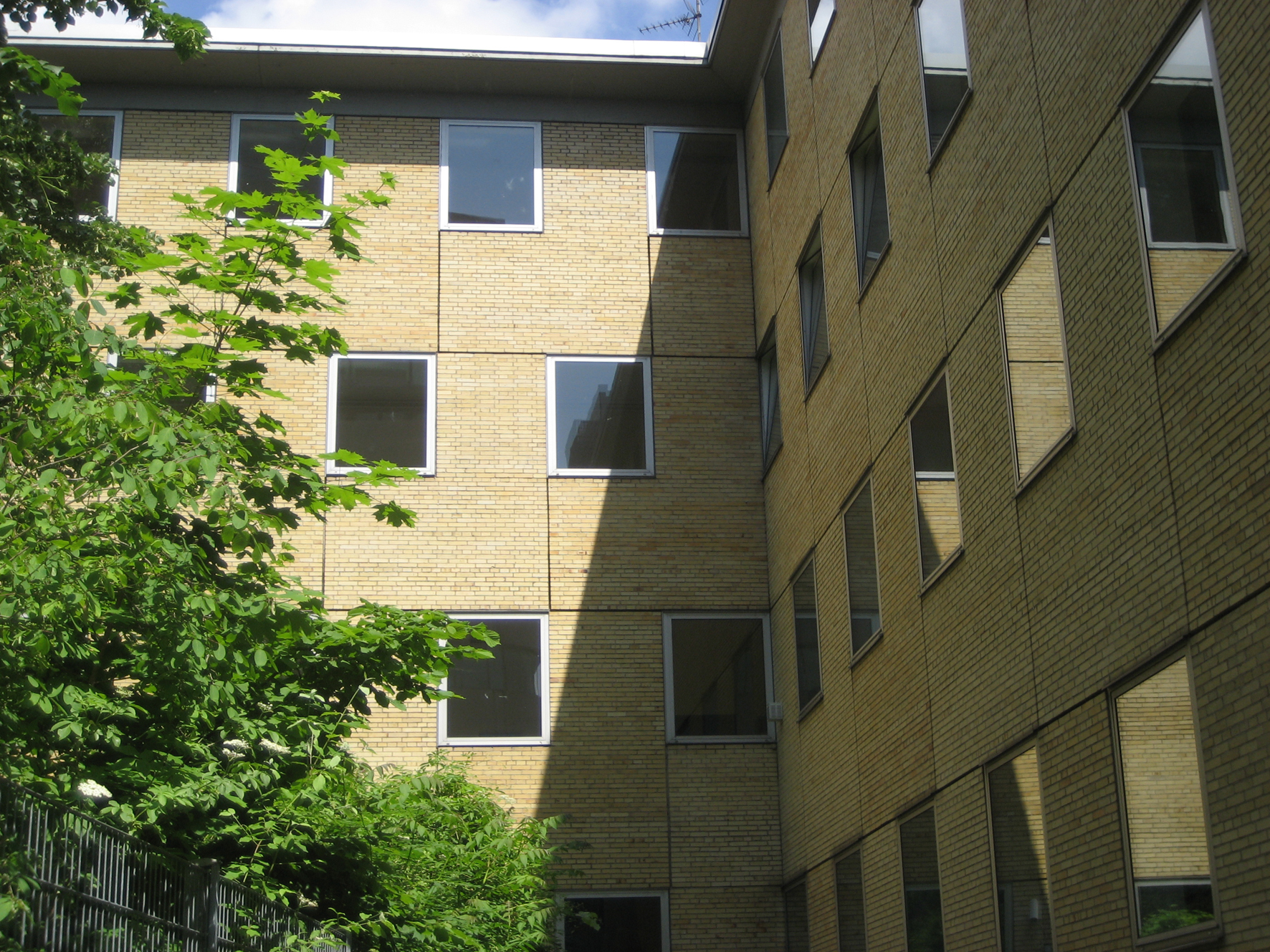
Rudolf-Koch-Schule in Offenbach (Rückseite im Originalzustand, 2010 überbaut)

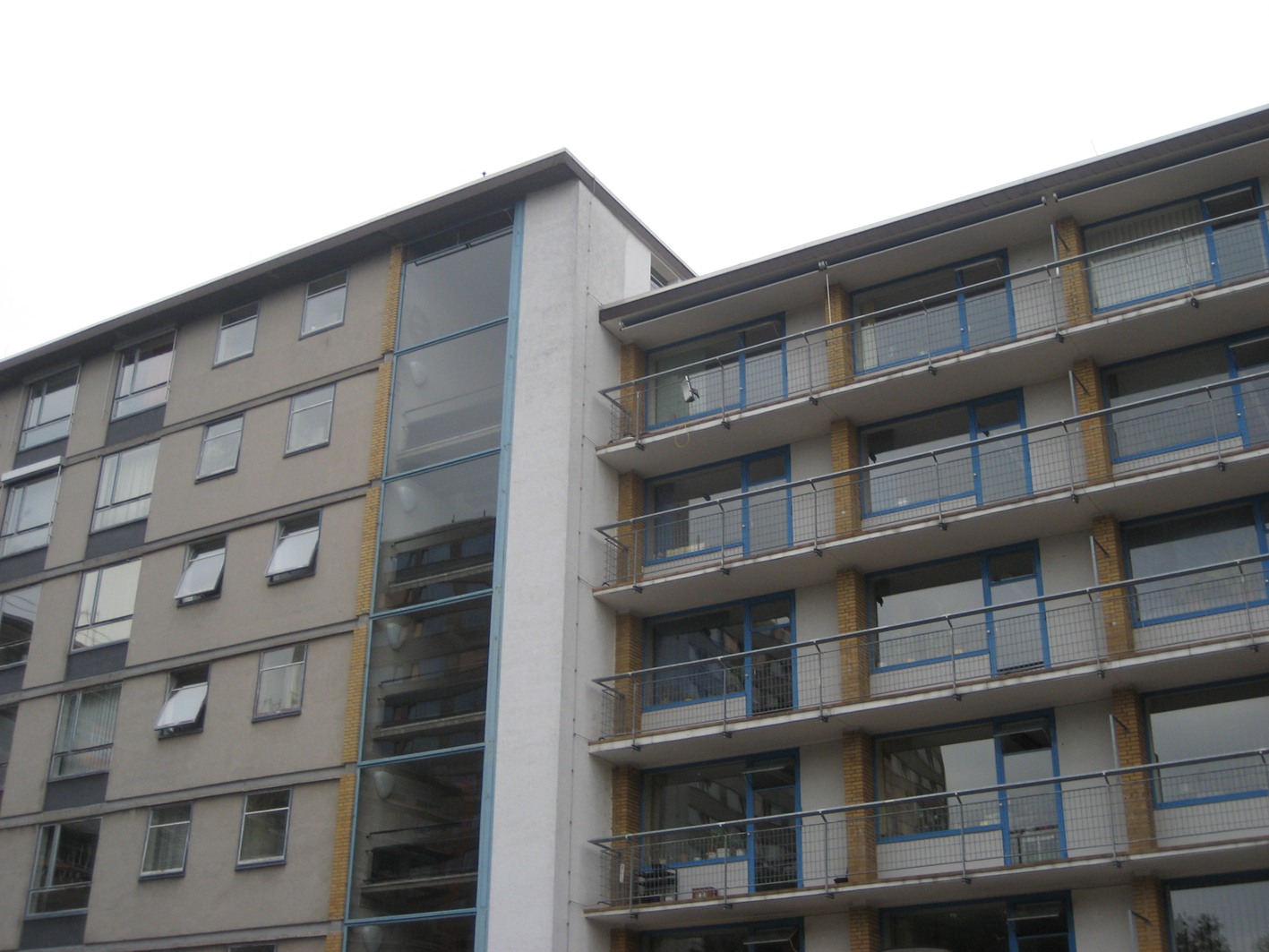
Verwaltungsgebäude am Klinikum Offenbach

Bayer studierte zunächst Kunst und anschließend von 1929 bis 1932 Architektur an der TH Stuttgart und der Technischen Hochschule Karlsruhe. 1935 bestand er die Diplom-Hauptprüfung und wurde Dipl.-Ing. Er war von 1935 bis 1937 als Assistent bei Otto Ernst Schweizer an der Technischen Hochschule Karlsruhe tätig, anschließend als Architekt bei der Stadtverwaltung in Mainz, wo er 1938 bis 1950 Leiter der Stadtplanung war und auch nach 1945 am Wiederaufbau der Stadt unter Leitung von Marcel Lods mitwirkte.
Von 1950 bis 1961 war er Beigeordneter und Stadtbaurat, ab 1951 Stadtbaudirektor in Offenbach am Main, und errichtete viel beachtete öffentliche Bauten wie das Verwaltungsgebäude der Bundesmonopolverwaltung für Branntwein oder Schulen wie die Rudolf-Koch-Schule und die Beethovenschule. Im Jahr 1961 wurde er als Nachfolger von Schweizer als ordentlicher Professor für Städtebau und Entwerfen an die Technische Hochschule Karlsruhe berufen; dort bzw. an der Universität Karlsruhe blieb er als Direktor des Instituts für Orts-, Regional- und Landesplanung bis zu seiner Emeritierung.
Im Jahr 1940 hatte er Anne-Liese Schlager geheiratet. Aus der Ehe gingen die Kinder Christiane und Matthias hervor.

## Werk (Auswahl)
Seine Bauten zeichnen sich durch ein abwechslungsreiches Spiel von Farben und Materialien aus. So verwendete er häufig hellen Klinker, den er mit dunkelrot-verputzten Mauern absetzte, und mit blauen filigranen Fensterrahmen kombinierte.
- 1946–1948: Fußgängerstraßen und die Unité d’Habitation an der Wallstraße in Mainz
- 1947–1948: Waldschule in Offenbach-Tempelsee
- 1947/1948: Wettbewerbsentwurf für das Verwaltungsgebäude der Bezirksregierung Unterfranken in Würzburg
- 1952/1953: Gewerbliche Berufsschule in Offenbach (stark verändert)
- 1953: Stadtbücherei Offenbach („Bücherturm“)
- 1954–1955: Verwaltungsgebäude der Bundesmonopolverwaltung für Branntwein in Offenbach (im Volksmund: „Schnapspalast“)
- Friedrich-Ebert-Schule[1]
- 1955–1956: Beethovenschule in Offenbach (2011 abgerissen)
- 1957: Rudolf-Koch-Schule in Offenbach (2010 wärmegedämmt und wesentlich verändert)
- 1959: Stadtplanung für die Innenstadt Offenbach
- 1960: Wettbewerbsentwurf für das Rathaus und Stadtzentrum von Pforzheim
- 1958–1961: Parkbad in Offenbach (unter Denkmalschutz, heute Teil des Sheraton-Hotels)
- 1964–1971: Raumforschungsgutachten für die Region Zentrales Oberrheingebiet
- 1965–1981: Bebauungspläne für Villingen-Schwenningen

## Schriften
- Adolf Bayer. Bauten, Projekte, Planungen 1938–1974. Universität Karlsruhe, Karlsruhe 1974.

## Nachlass
Sein Werkarchiv liegt im Südwestdeutschen Archiv für Architektur und Ingenieurbau.

## Auszeichnungen und Mitgliedschaften
- Verschiedene Wettbewerbspreise
- Medaille für Architektur der TH Karlsruhe (1935)
- ordentliches Mitglied der Deutschen Akademie für Städtebau und Landesplanung
- Mitglied der Regional Science Association Philadelphia (USA)